# Жан-Филип Тусен
Жан-Филѝп Тусѐн (на френски: Jean-Philippe Toussaint) е белгийски писател, фотограф и режисьор.

## Биография
Роден е на 29 ноември 1957 година в Брюксел, но израства в Париж, където баща му е кореспондент на вестник „Соар“. Завършва Парижкия институт за политически науки през 1979 г. с магистратура по съвременна история в Университета „Париж-I Пантеон-Сорбона“ година по-късно. През 2014 г. е избран за член в Белгийската кралска академия за френски език и литература. Книгите на Тусен са преведени на повече от 20 езика.
Първият му роман, „Банята“, е публикуван в средата на 80-те години. Оценен е от критиката и през следващите десетилетия книгите на Тусен биват издавани редовно. В началото на 21 век излиза първата книга от поредица наречена „Цикъла на Мари“.
Първите си три романа Тусен е преработил в сценарии, по които са заснети филми, като Джон Лвов е режисьор на Банята (1989), а следващите режисира самият той.

## Избрана библиография
- La Salle de bain (1985)
Банята, София: ИК „Сема“, 2003, ISBN 954-8021-01-3

Цикъл на Мари
- „Faire l'amour“ (2002)
- „Fuir“ (2005; Награда „Медичи“)
Бягам, изд.: ИК „Колибри“, София 2009, ISBN 978-954-529-683-3
- „La Vérité sur Marie“ (2009)
- „Nue“ (2013)